# Phoenicoprocta nigropeltata
Phoenicoprocta nigropeltata là một loài bướm đêm thuộc phân họ Arctiinae, họ Erebidae.